# Tuzla
Tuzla – miasto w północno-wschodniej Bośni i Hercegowinie, w Federacji Bośni i Hercegowiny, stolica kantonu tuzlańskiego, siedziba miasta Tuzla. W 2013 roku liczyło 74 457 mieszkańców, z czego większość stanowili Boszniacy.
Miasto górnicze znane z eksploatacji węgla brunatnego i soli kamiennej. W mieście rozwinął się przemysł maszynowy, chemiczny, metalowy, drzewny oraz spożywczy. W mieście funkcjonują: Port lotniczy Tuzla i filia uniwersytetu w Sarajewie.

## Historia
Pierwsze ślady działalności człowieka na terenie dzisiejszej Tuzli pochodzą z okresu neolitu. W 1460 r. miasto weszło w skład Imperium Osmańskiego, stając się ośrodkiem produkcji soli. Pierwszy zachowany dokument osmański potwierdzający eksploatację solanek w Tuzli pochodzi z 1548 r. Rozwój ekonomiczny miasta nastąpił w XVII w. Stało się ono ważnym ośrodkiem rzemiosła i centrum administracyjnym sandżaku Zvornik. W czasie okupacji austro-węgierskiej unowocześniono metody wydobycia soli i węgla kamiennego.
Spośród budynków wzniesionych w okresie dominacji osmańskiej najcenniejszym zabytkiem jest pochodzący z XVI w. meczet Turalibeg.

## Miasta partnerskie
- Bolonia, Włochy
- Osijek, Chorwacja
- Pecz, Węgry
- L’Hospitalet de Llobregat, Hiszpania
- Saint-Denis, Francja